# Contea di Tauragė
La contea di Tauragė (in lituano Taurages apskritis) è una delle dieci contee della Lituania.
Dal 1º luglio 2010 ne sono stati soppressi gli organi amministrativi, dunque la contea ha solo valore statistico-territoriale.

## Comuni
La contea è divisa in 4 comuni. (Dati del 1º gennaio 2011)
- Comune distrettuale di Tauragė (43.853)
- Comune distrettuale di Jurbarkas (30.186)
- Comune di Pagėgiai (9.500)
- Comune distrettuale di Šilalė (26.520)